# Премія Владислава Клеха
Премія імені Владислава Клеха — міжнародна премія в галузі сценографії імені Владислава Клеха (Клехновського), яку присуджували щорічно до 2001 року.

## Історія
Премія була заснована у 1998 році Національною спілкою театральних діячів України за кошти художника. Після смерті художника премію більше не присуджували, а замість неї з'явилась премія імені Федора Нірода.

## Положення про премію
Премію присуджували театральним художникам України за значні творчі здобутки в галузі сценографії один раз у рік.

## Лауреати премії
- 1998: Канн Світлана — головний художник Донецького академічного обласного російського драматичного театру[1]; Кипріян Мирон — Народний художник України, головний художник Львівського академічного українського театру імені М. Заньковецької[2];
- 1999: Зайцев Станіслав — заслужений художник України, головний художник Одеського академічного театру музичної комедії[3]; Медвідь Тетяна — Заслужений діяч мистецтв України, головний художник Харківського українського драматичного театру імені Тараса Шевченка[3];
- 2000: Маслобойщиков Сергій — художник м. Київ[4]; Бортяков Валерій — заслужений діяч культури Польщі, головний художник Львівського польського народного театру[5];
- 2001: Шулік Іван — Заслужений діяч мистецтв України, головний художник Дніпропетровського російського театру імені М. Горького[6]; Брижань Сергій — головний режисер, Ніколаєв Михайло — головний художник Хмельницького академічного театру ляльок;